# Örstigsnäs skans

Skansanläggningarna vid Örstigsnäs skans och Hasselö skans.

Örstigsnäs skans är en tidigare försvarsskans i Nyköpings kommun i Södermanland. Skansen är belägen på Näsudden vid inloppet till Nyköping och uppfördes på 1600-talet. 
Skansen består av ett slutet system jordvallar med en total längd av 950 meter. Vallarna är mellan fyra och tio meter breda och upp till 2,5 meter höga. Utanför löper en vallgrav som är två till sex meter bred och cirka 0,5 meter djup. Skansen har fyra bastioner, en i varje hörn.
På Skansholmen på andra sidan inloppet ligger Hasselö skans som tillsammans med Örstigsnäs skans var viktiga i försvaret av staden.

## Bilder

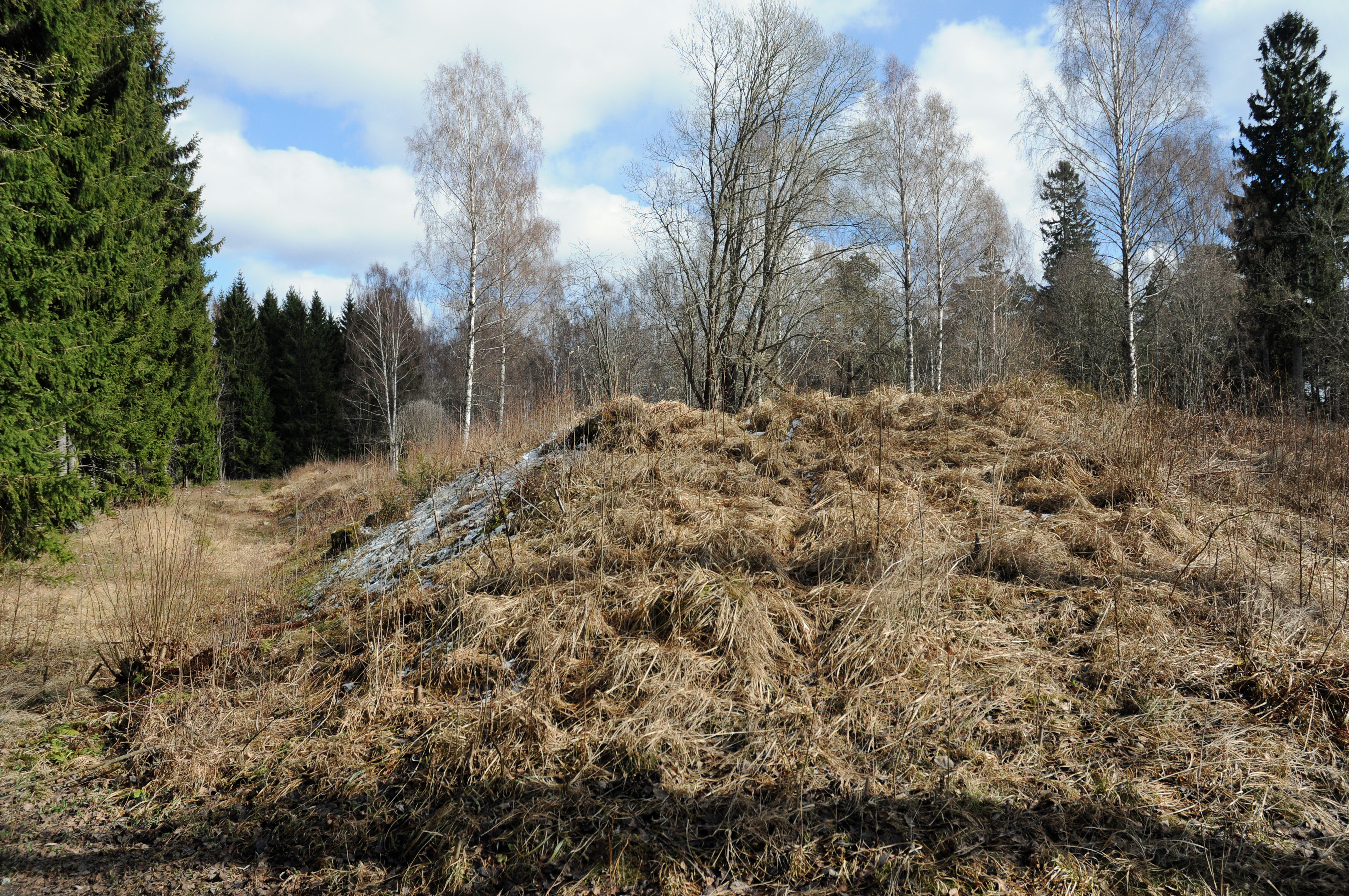
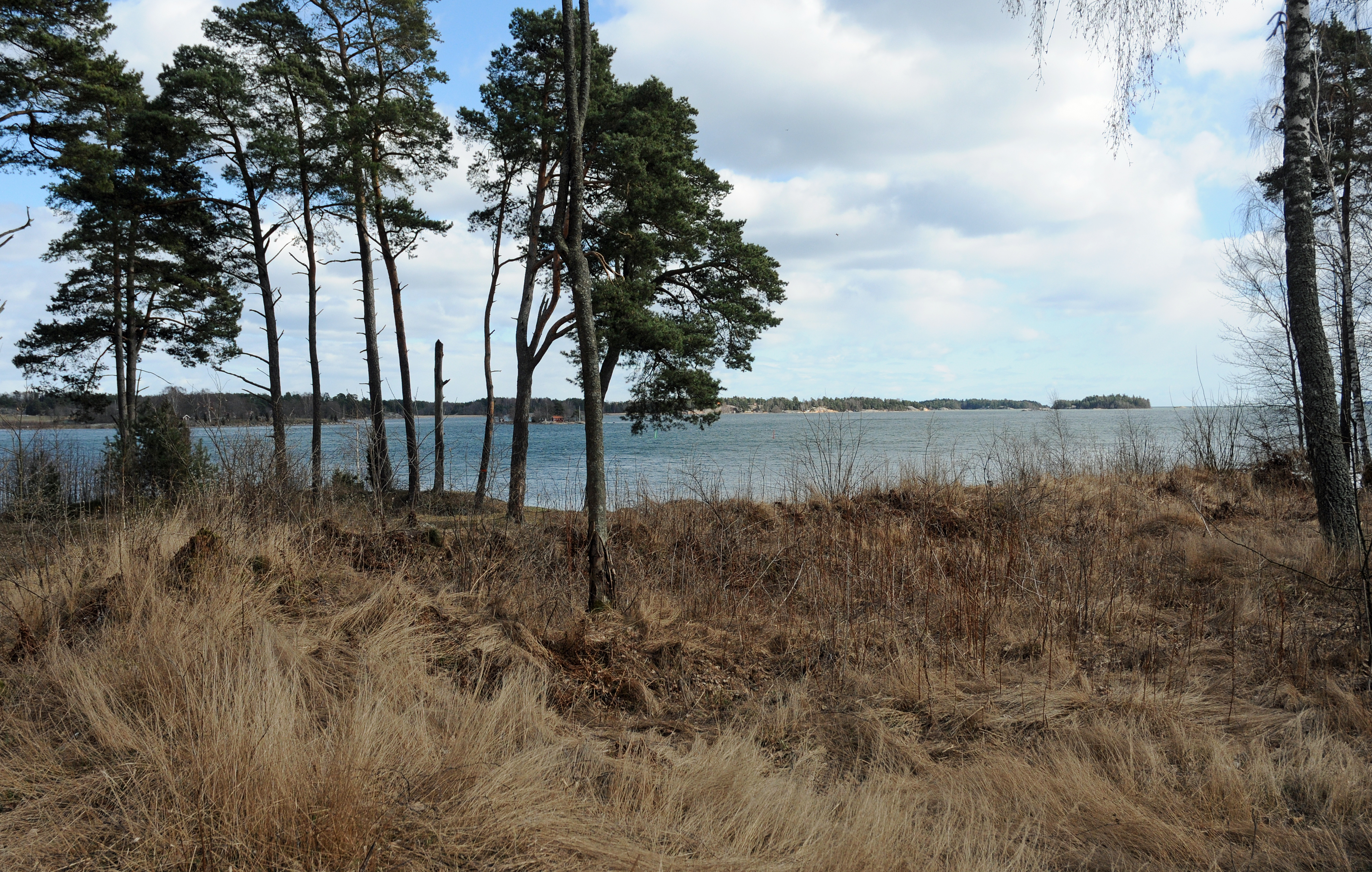